# 東池袋出入口
東池袋出入口（ひがしいけぶくろでいりぐち）は、東京都豊島区東池袋にある首都高速道路5号池袋線の出入口。上下線双方の出口・入口とも設置されているフルインターチェンジ。
当出入口を境に竹橋JCT方面はオートバイの二人乗りが禁止されている。

## 概要
サンシャインシティと一体的に建設されており、出入り口は同施設のワールドインポートマートビルと文化会館ビルの間から公道に接続する。
また、サンシャインシティの地下駐車場（サンシャインパーキング）やサンシャインシティ文化会館ビル3階の高速専用のプラットホーム（資材搬出入口や荷さばき所）への通路とも直結しており、高速道路の出入口から直接地下駐車場やプラットホーム（資材搬出入口）に出入りができる。なお、文化会館ビルのプラットホームへの通路は主に搬出入車両といった関係車両のみ通行が可能で、一般車両は通行ができない。
このような理由から、休日の午前中はサンシャインシティに向かう車で東池袋の出口が混雑し、上り線は左側車線が板橋本町出入口付近まで繋がってしまう事もある（出口大渋滞時、下り線出口は通行止めになる）。また、文化会館ビルにある「サンシャインシティ コンベンションセンターTOKYO」の展示ホールB･展示ホールCへの資材搬出入車両については、文化会館ビル3階の高速専用の荷さばき所のプラットホームを利用するので、文化会館ビル3階のプラットホームへの通路には、搬出入待ちの待機車両が停まっていることがある。

## 接続する道路
- 国道254号（川越街道、春日通り）
- 東京都道435号音羽池袋線（グリーン大通り）

## 周辺
- サンシャインシティ
- サンシャイン60通り
- 池袋駅東口

## 隣
首都高速5号池袋線
(505)護国寺出入口 - 南池袋PA - (507,508)東池袋出入口 - (509)北池袋出入口